# Walter Bressan
Walter Bressan (Bergamo, 26 de janeiro de 1981) é um futebolista profissional italiano que atua como goleiro. Atualmente, joga pelo clube italiano Chievo Verona.